# Disc-kamera

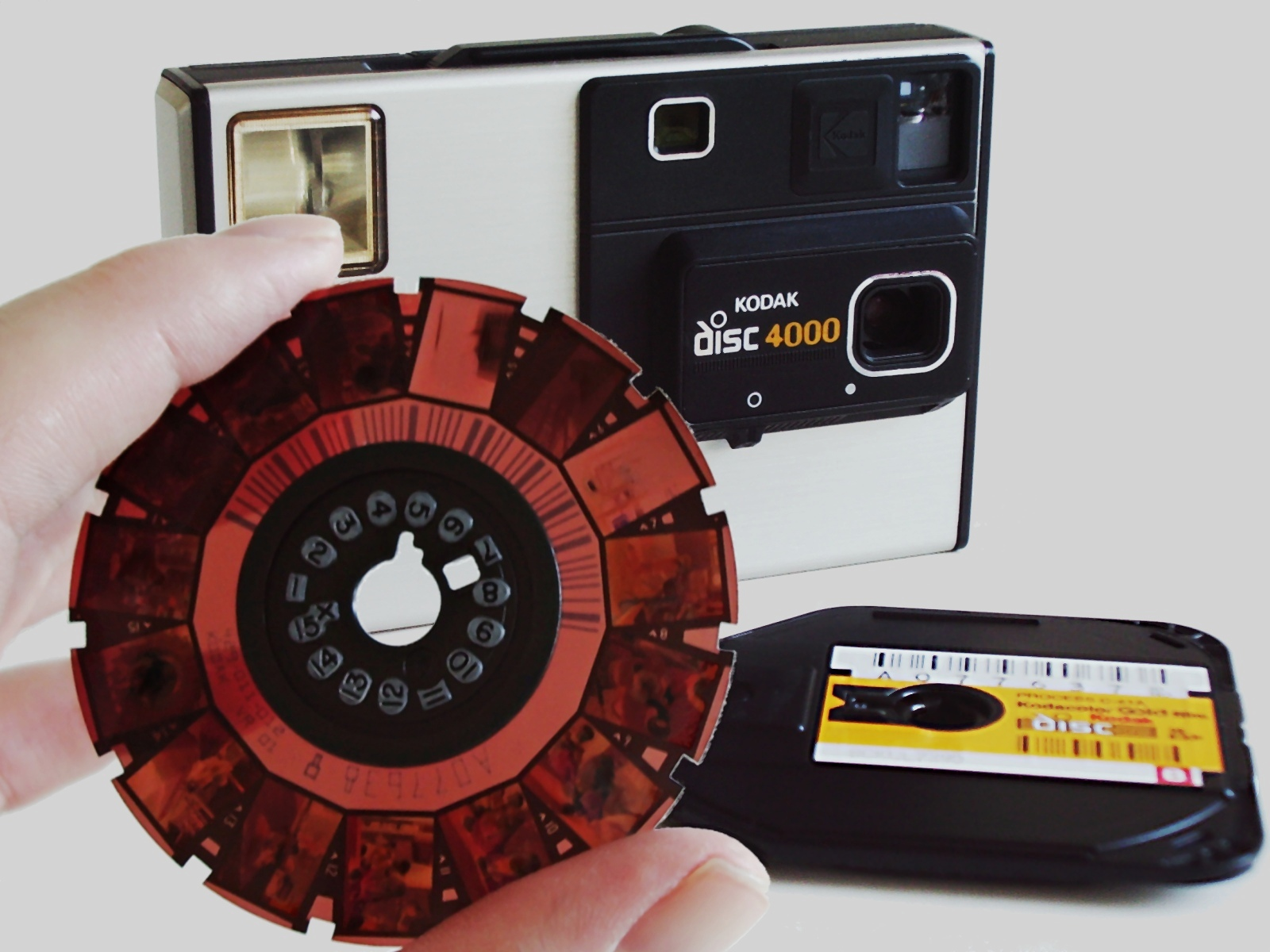

Disckameran lanserades 1982 av Kodak. Den marknadsfördes i huvudsak som partykamera. Den slutade tillverkas i början av 90-talet. Trots den korta tiden den fanns hann man producera över 100 olika modeller av olika fabrikat. Istället för vanlig film på rulle hade den här kameran en skiva av samma material som vanlig färgfilm. Discfilm finns sedan 1999 inte att köpa. Kameran var mycket liten och tunn och fick plats i fickan. Enligt reklamen skulle det platta filmformatet ge bättre skärpa än rullfilm, för vilken bristande sträckning i kameran kan ge upphov till oskärpa. Det lilla negativformatet, ca 8.2 mm x 10.6 mm (ungefär samma som Minox), gav korniga bilder vid stor förstoring, och precisionen var för många kameramodeller dålig vad gäller avståndet mellan objektiv och film, vilket ofta gav suddiga bilder.

## Tekniska detaljer
Filmen var gjord i form av en platt skiva som är inlagd i en plastkassett. Varje skiva hade femton exponeringar på 10 × 8 mm, placerade längs skivans periferi. Skivan roterades 24° mellan på varandra följande bilder.
Systemet var en konsumentinriktad produkt, och de flesta kamerorna hade ingen utbyggnadsmöjlighet. Skivfilmen gjorde att de var kompakta och betydligt tunnare än andra kameror. Kameran var enkel att ladda med film. Kamerorna var i allmänhet automatiserade. Kassetten hade en inbyggd mörk skiva för att förhindra att ströljus nådde filmen när kassetten tas ut.
Eftersom filmen roterades på en skiva i stället för över en spole, var kassetten mycket tunn. Detta gav en potentiell fördel med större skärpa jämfört med böjda spolbaserade kassetter (som Minox film, 110-film och 126-film). Skivan var tillverkad av en tjock acetatbas, jämförbar med 4×5" bladfilm, vilket gav filmen bättre planhållning än dåtidens andra format.

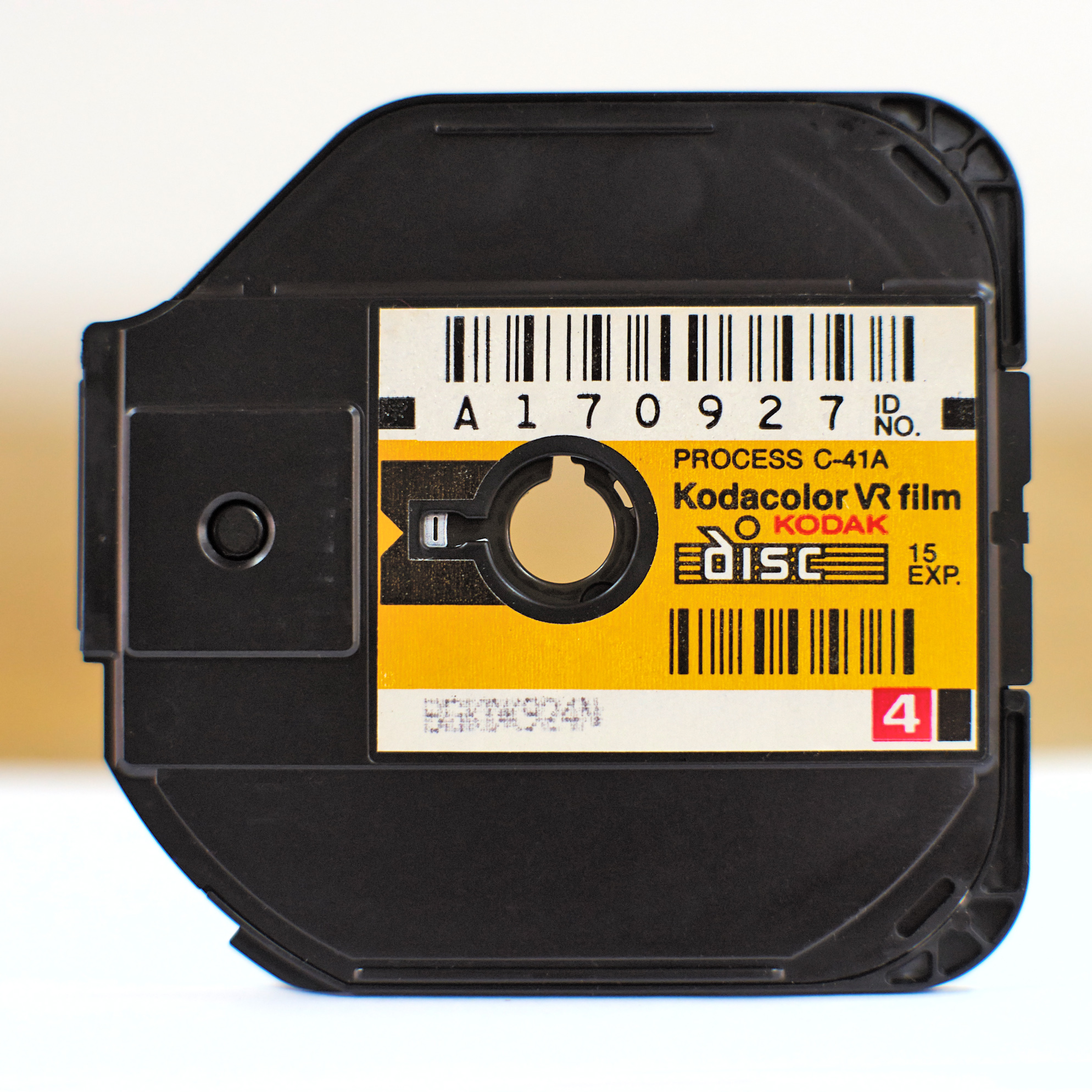
Kassett för disc-filmen
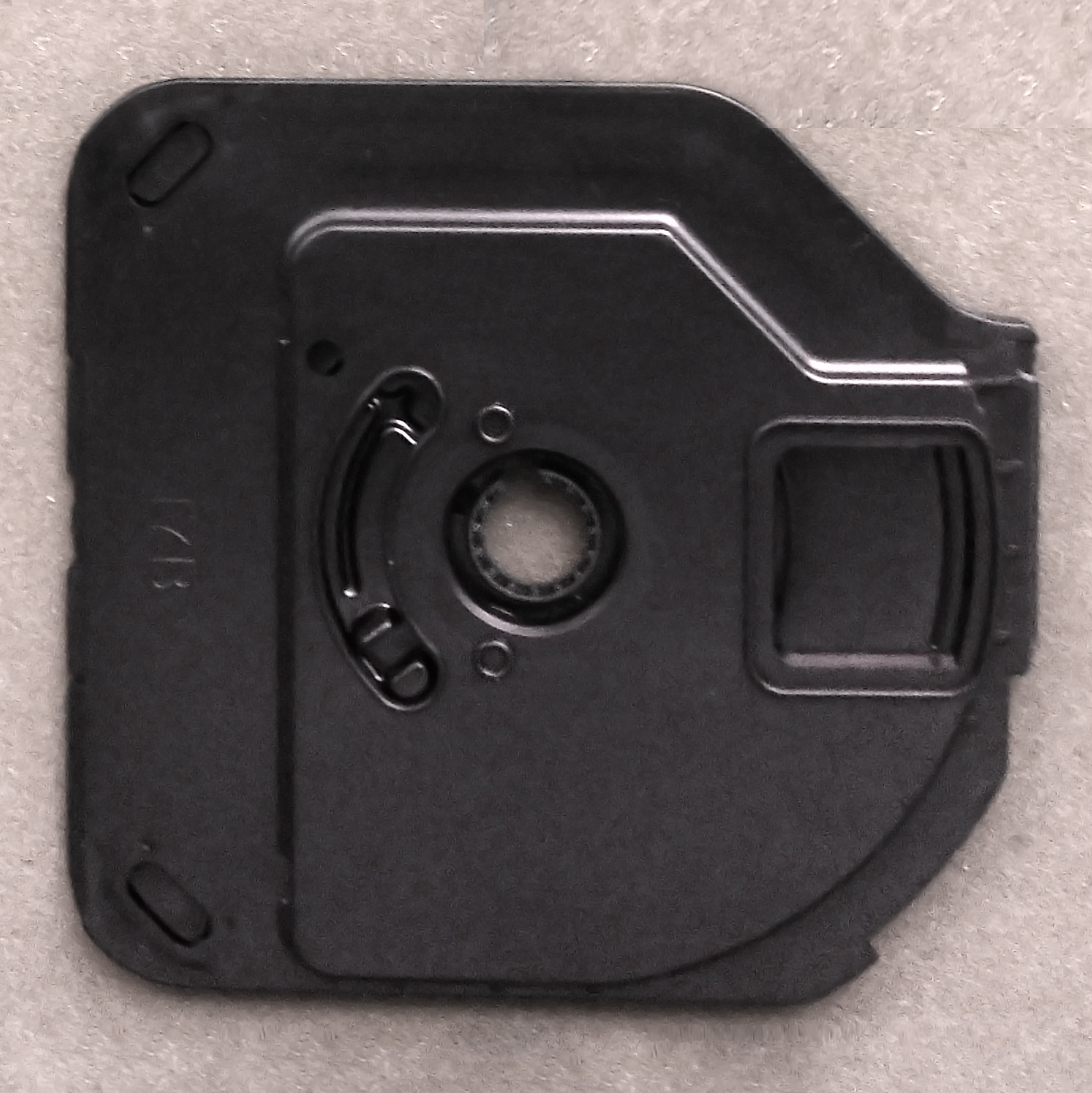
Undersidan av kassetten
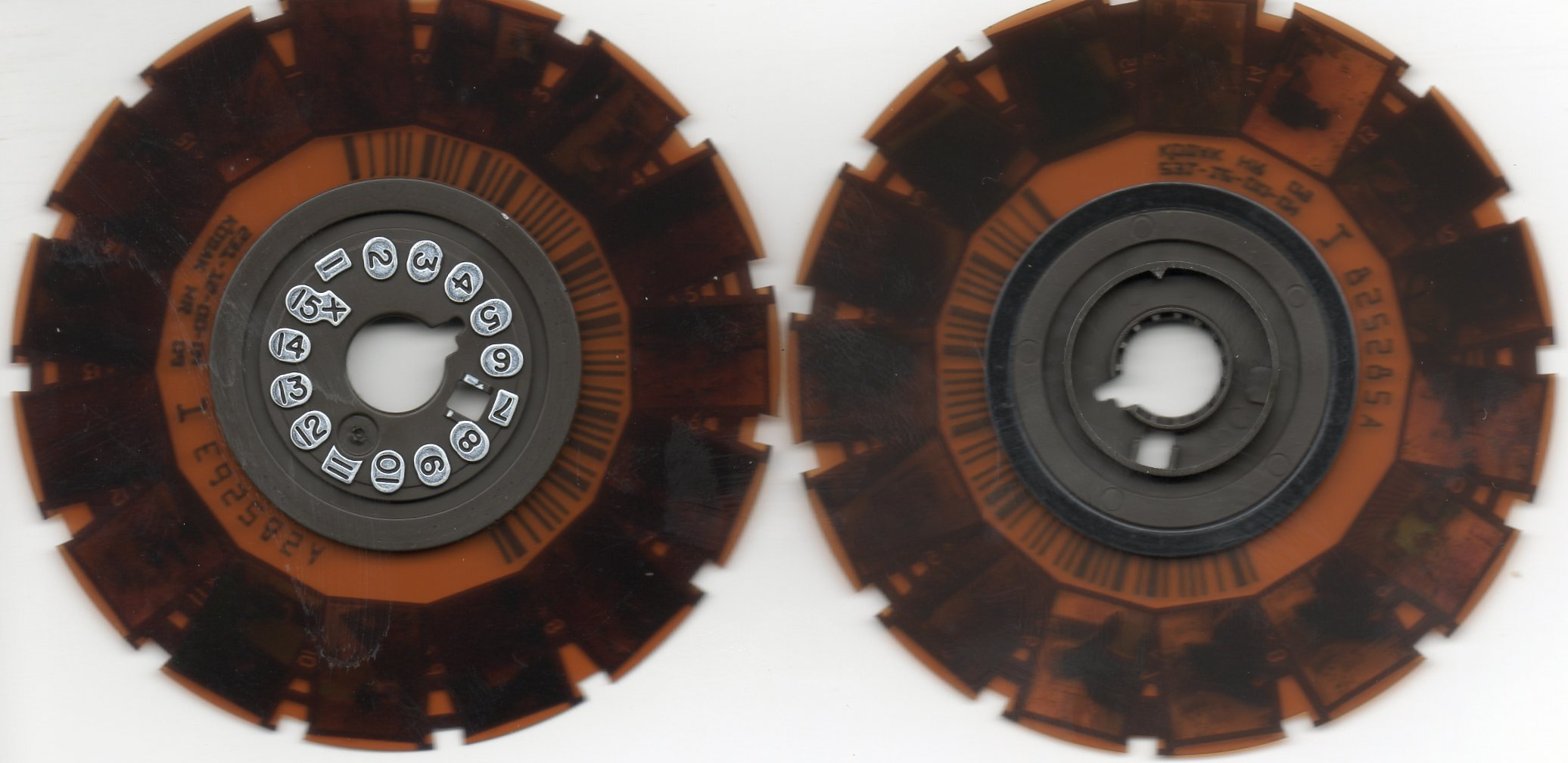
Disc-filmens negativ efter framkallning (framsida och baksida)
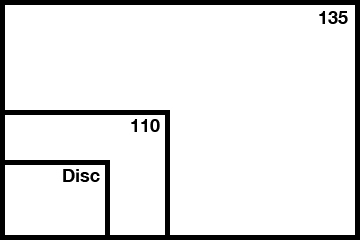
Jämförelse mellan negativformaten hos disk-filmen, 110-format och småbild.
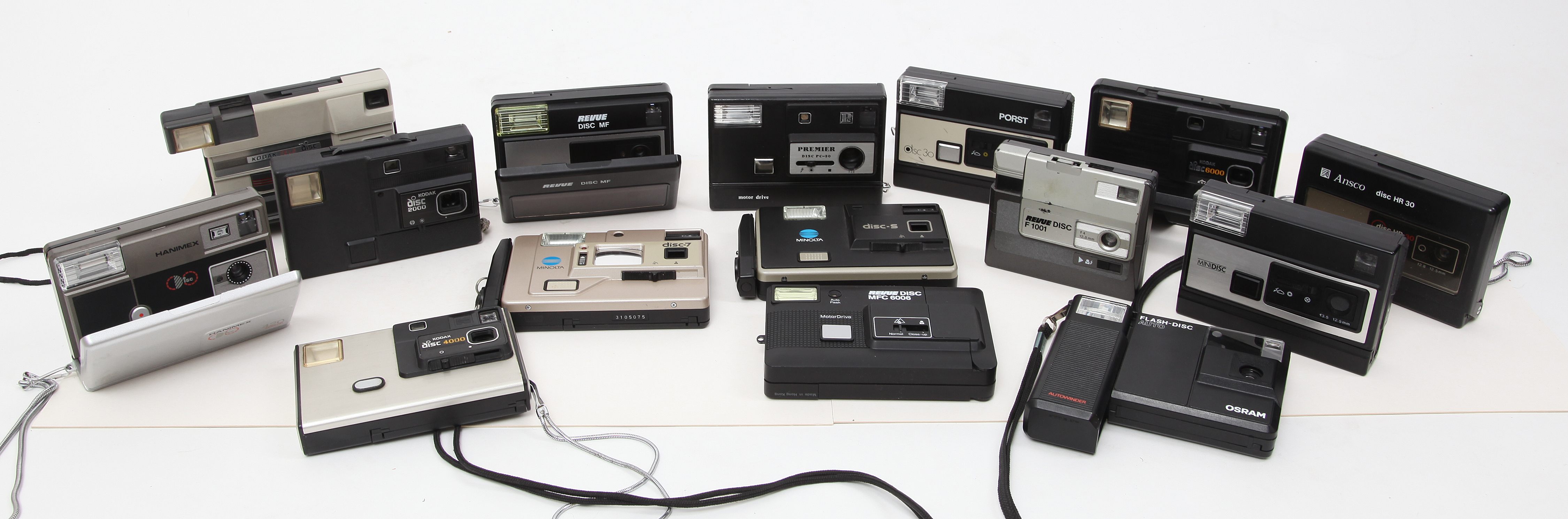
Olika modeller av disc-kamera

## Prestanda och konsumenternas mottagning
Skivfilmen visade sig inte vara särskilt framgångsrik, främst beroende på att negativet bara var 10 mm gånger 8 mm, vilket ledde till en oacceptabel kornighet och dålig upplösning på papperskopiorna. Filmen var tänkt att kopieras med speciella 6-elementslinser från Kodak, men många labb kopierade helt enkelt skivorna med vanliga 3-elementslinser som användes för större negativformat. De resulterande utskrifterna gjorde ofta konsumenten besviken. Få labb gjorde den investering som krävdes för att få ut det bästa ur det lilla negativet. Ett problem med dåtidens laboratorier var den manuella bearbetningen av filmen. Det var i huvudsak en manuell process, till skillnad från de spolbaserade filmerna, vars behandling kunde automatiseras.
Det fanns flera olika tillverkare av skivfilm. Kodak producerade filmer under hela formatets livslängd, men 3M, Konica och Fuji producerade också skivfilm. Medan Kodak film alltid var eponymt, gjorde 3M och Konica skivfilm för många tredje parter, märkta med återförsäljarens logotyp. Som med de flesta fotografiska filmer, för sådana white-label-produkter ger tillverkningslandet den bästa indikationen på den faktiska tillverkaren.
Filmen slutade tillverkas den 31 december 1999 av Kodak, som var den sista tillverkaren. Kamerorna hade försvunnit från marknaden långt innan dess.